# Valerie Wilmer
Valerie Sybil Wilmer (* 7. Dezember 1941 in Harrogate) ist eine britische Fotografin, Journalistin und Jazzautorin.

## Leben
Wilmer veröffentlichte schon mit 18 Jahren Artikel über Jazzmusiker (über Jesse Fuller in „Jazz Journal“ 1959). Sie schrieb unter anderem für „Melody Maker“, „The Wire“, „Down Beat“ (als britische Korrespondentin 1966 bis 1970), Jazz Journal, Swing Journal und den „The Guardian“. Bekannt ist sie vor allem für ihre Fotos von Jazz- und Bluesmusikern. Schon 1973 hatte sie eine Ausstellung ihrer Fotos im Victoria- und Albert-Museum (Jazz seen – The Face of Black Music). Außerdem ist sie die Autorin mehrerer Bücher über Jazz, darunter eine viel beachtete Studie über den Jazz der 1960er Jahre „As Serious As Your Life“ und den Interview Band „Jazz People“ von 1970. Sie gründete 1983 mit Maggie Murray eine eigene, nur aus Frauen bestehende Fotoagentur (Format).
Der Dichters Clive Wilmer ist ihr Bruder.

## Schriften
- Jazz People, Allison and Busby, 1970, da Capo 1991 (Interviews mit 14 Jazzmusikern, Cecil Taylor, Archie Shepp, Thelonious Monk, Clark Terry, Buck Clayton, Babs Gonzales, Big Joe Turner, Art Farmer, Eddie Lockjaw Davis, Jackie McLean, Randy Weston, Howard McGhee, Jimmy Heath, Billy Higgins)
- The Face of Black Music, Da Capo, 1976.
- As Serious as Your Life: The Story of the New Jazz – John Coltrane and beyond, Allison and Busby, 1977 (Entwicklungen der 1960er Jahre)
- Mama Said There'd Be Days Like This: My Life in the Jazz World, Women’s Press, 1989 (Autobiographie)